# Grand Prix-wegrace van Duitsland 1974
De Grand Prix-wegrace van Duitsland 1974 was tweede race van wereldkampioenschap wegrace in het seizoen 1974. De race werd verreden op 28 april 1974 op de Nordschleife van de Nürburgring nabij Nürburg.

## Algemeen
De organisatie van de Nürburgring was niet populair bij de coureurs. In de Grand Prix van 1970 was het al tot een uitbarsting tussen rijders en organisatie gekomen. De Nordschleife werd voor het eerst sinds 1955 gebruikt en de Duitse rijders hadden daardoor een groot voordeel: het circuit was 22 km lang en de motorcoureurs kregen slechts 1½ uur de tijd om het circuit te leren kennen. In het kader van de Eifelrennen waren er tegelijk ook autoraces en de Formule 2 auto's kregen 3½ uur trainingstijd. Bovendien werd het circuit door de autoraces extra glad en bleven de vangrails onbeschermd staan omdat dat voor de auto's nodig was. Door die vangrails verloor Rob Fitton een been en hij overleed later in het ziekenhuis, dat na de races vol lag met gewonde motorcoureurs. Gerenommeerde rijders kregen geen start of mochten slechts in één klasse starten, waardoor ze startgeld misliepen, terwijl onbekende Duitse rijders wel startplaatsen kregen. Het was de druppel die de emmer deed overlopen en de Duitse Grand Prix was de aanleiding tot de oprichting van de Grand Prix Riders Association.

### Rijdersstaking
Al tijdens het FIM-congres van 1973 was besloten dat vanaf 1974 de circuits gekeurd zouden worden door FIM-stewarts en coureurs, waarbij de bevindingen ook gedocumenteerd zouden worden zodat ze bij toekomstige meningsverschillen gebruikt konden worden. De organisatie was voor de trainingen al door Giacomo Agostini gewaarschuwd dat de geleiderails onvoldoende waren afgeschermd met strobalen. Hij vroeg het aantal strobalen te verhogen van 2.500 naar 15.000, maar de organisatoren trokken zich niets aan van de richtlijn van de FIM.
Toen Bill Henderson tijdens de trainingen zijn wervelkolom op drie plaatsen beschadigde doordat hij tegen de vangrail klapte en Phil Read en Teuvo Länsivuori bij de gewonde Henderson tien minuten op een ambulance stonden te wachten werd door alle teams besloten niet aan de start te verschijnen. Toen er getraind moest worden was de Nordschleife in mist en sneeuw gehuld en toen de baan uiteindelijk vrij gegeven werd trainden alleen enkele onbeduidende Duitse coureurs en een paar rijders uit het Oostblok, opgejut door een functionaris van de Duitse bond en door een extra premie.
Tijdens de races werden deze coureurs aangemoedigd door de speaker, die de stakende toprijders als "maffia" bestempelde. De Duitse bond strafte een aantal Duitse rijders, waaronder Dieter Braun, Rolf Minhoff en John Dodds (reed met een Duitse licentie) voor één wedstrijd. Opmerkelijk was dat de zijspanrijders, die zelf als enigen de Finse Grand Prix van 1973 geboycot hadden, de staking braken en met 37 combinaties van start gingen. In de andere klassen gingen de minimaal benodigde zes rijders van start, waardoor de races hun WK-status niet verloren. Het was de eerste grote staking van coureurs sinds de TT van Assen van 1955 en dat ook de privérijders staakten was bijzonder. Zij moesten soms tegen hun zin rijden omdat zij het startgeld nodig hadden om hun reis- en verblijfskosten te betalen.

### Gevolgen
Tijdens een ingelaste zitting van de wegracecommissie van de FIM stelde die de coureurs echter in het gelijk. Wedstrijdleider Kurt Bosch (nota bene vicevoorzitter van diezelfde commissie) werd geschorst en per 31 december 1974 uit zijn functie ontheven, de Duitse organisatie kreeg een boete van 20.000 Zwitserse franken en de internationale jury kreeg een reprimande. De FIM had het tegelijkertijd organiseren van auto- en motorraces al jaren geleden verboden, maar bij de Duitse Grand Prix (in het kader van de Eifelrennen) gebeurde dat toch steevast. De door de Duitse bond opgelegde schorsing kon door de sportcommissie van de FIM niet teruggedraaid worden. Overigens werden de straffen tegen de Duitse bond en organisatie na een protest tijdens het FIM-congres van oktober 1974 weer teruggedraaid.
Het uiteindelijke resultaat van de staking was dat het publiek, dat door de lengte van het circuit de rijders slechts om de tien minuten zag passeren, nu ook nog met een minimaal startveld met onbekende coureurs te maken kreeg.

## 500 cc

### Uitslag 500 cc
| Pos | Coureur            | Merk            | Tijd         | Punten |
| --- | ------------------ | --------------- | ------------ | ------ |
| 1   | Edmund Czihak      | Yamaha          | 1h 12' 19" 9 | 15     |
| 2   | Helmut Kassner     | Yamaha          | + 1' 58" 6   | 12     |
| 3   | Walter Kaletsch    | Yamaha          | + 2' 16" 8   | 10     |
| 4   | Udo Kochanski      | König           | + 6' 56" 1   | 8      |
| DNF | Kurt-Harald Florin | Yamaha          |              |        |
| DNF | Frank Fellmann     | König           |              |        |
| DNF | Georg Pohlmann     | Yamaha          |              |        |
| DNS | Giacomo Agostini   | Yamaha          |              |        |
| DNS | Karl Auer          | Yamaha          |              |        |
| DNS | Geoff Barry        | Matchless       |              |        |
| DNS | Gianfranco Bonera  | MV Agusta       |              |        |
| DNS | Jean-Paul Boinet   | Yamaha          |              |        |
| DNS | Dieter Braun       | Yamaha          |              |        |
| DNS | Phil Carpenter     | Yamaha          |              |        |
| DNS | Paul Cott          | Yamaha          |              |        |
| DNS | Philippe Coulon    | Yamaha          |              |        |
| DNS | Paul Eickelberg    | König           |              |        |
| DNS | Jack Findlay       | Suzuki          |              |        |
| DNS | Roberto Gallina    | Yamaha          |              |        |
| DNS | Alex George        | Yamaha          |              |        |
| DNS | Philippe Gérard    | Yamaha          |              |        |
| DNS | Werner Giger       | Yamaha          |              |        |
| DNS | Bill Henderson     | Yamaha          | rugblessure  |        |
| DNS | Tom Herron         | Yamaha          |              |        |
| DNS | Ramon Jimenez      | Yamaha          |              |        |
| DNS | Pentti Korhonen    | Yamaha          |              |        |
| DNS | Teuvo Länsivuori   | Yamaha          |              |        |
| DNS | Christian Léon     | Kawasaki        |              |        |
| DNS | Chas Mortimer      | Yamaha          |              |        |
| DNS | Billie Nelson      | Yamaha          |              |        |
| DNS | Víctor Palomo      | Yamaha          |              |        |
| DNS | Patrick Pons       | Yamaha          |              |        |
| DNS | Phil Read          | MV Agusta       |              |        |
| DNS | Michel Rougerie    | Harley-Davidson |              |        |
| DNS | Tony Rutter        | Yamaha          |              |        |
| DNS | Barry Sheene       | Suzuki          |              |        |
| DNS | Charlie Williams   | Yamaha          |              |        |
| DNS | John Williams      | Yamaha          |              |        |

## 350 cc

### Uitslag 350 cc
| Pos | Coureur                 | Merk            | Tijd         | Punten      |
| --- | ----------------------- | --------------- | ------------ | ----------- |
| 1   | Helmut Kassner          | Yamaha          | 1h 09' 25" 6 | 15          |
| 2   | Wolfgang Stephan        | Yamaha          | + 42" 2      | 12          |
| 3   | Franz Weidacher         | Yamaha          | + 1' 26" 3   | 10          |
| 4   | Walter Kaletsch         | Yamaha          | + 2' 39" 6   | 8           |
| 5   | Alfred Heck             | Yamaha          |              | 6           |
| 6   | Winfried Fries          | Yamaha          |              | 5           |
| 7   | Udo Kochanski           | Yamaha          |              | 4           |
| 8   | Wolfgang Rubel          | Yamaha          |              | 3           |
| 9   | Hans-Joachim Dittberner | Yamaha          |              | 2           |
| DNS | Giacomo Agostini        | Yamaha          |              |             |
| DNS | Karl Auer               | Yamaha          |              |             |
| DNS | Christian Bourgeois     | Yamaha          |              |             |
| DNS | Dieter Braun            | Yamaha          |              |             |
| DNS | Edu Celso-Santos        | Yamaha          |              |             |
| DNS | Olivier Chevallier      | Yamaha          |              |             |
| DNS | Noel Clegg              | Yamaha          |              |             |
| DNS | Paul Cott               | Yamaha          |              |             |
| DNS | Gérard Debrock          | Yamaha          |              |             |
| DNS | John Dodds              | Yamaha          |              |             |
| DNS | Giuseppe Elementi       | Bimota-Yamaha   |              |             |
| DNS | Alex George             | Yamaha          |              |             |
| DNS | Werner Giger            | Yamaha          |              |             |
| DNS | Ulrich Graf             | Yamaha          |              |             |
| DNS | Mick Grant              | Yamaha          |              |             |
| DNS | Billie Henderson        | Yamaha          |              | rugblessure |
| DNS | Tom Herron              | Yamaha          |              |             |
| DNS | Ramon Jimenez           | Yamaha          |              |             |
| DNS | Bruno Kneubühler        | Yamaha          |              |             |
| DNS | Pentti Korhonen         | Yamaha          |              |             |
| DNS | Teuvo Länsivuori        | Yamaha          |              |             |
| DNS | Mario Lega              | Yamaha          |              |             |
| DNS | Chas Mortimer           | Yamaha          |              |             |
| DNS | Hans Mühlebach          | Yamaha          |              |             |
| DNS | Billie Nelson           | Yamaha          |              |             |
| DNS | John Newbold            | Yamaha          |              |             |
| DNS | Roger Nicholls          | Yamaha          |              |             |
| DNS | Víctor Palomo           | Yamaha          |              |             |
| DNS | Patrick Pons            | Yamaha          |              |             |
| DNS | Giovanni Proni          | Yamaha          |              |             |
| DNS | Michel Rougerie         | Harley-Davidson |              |             |
| DNS | Tony Rutter             | Yamaha          |              |             |
| DNS | Kjell Solberg           | Yamaha          |              |             |
| DNS | Armando Toracca         | Bimota-Yamaha   |              |             |
| DNS | Walter Villa            | Harley-Davidson |              |             |
| DNS | Tapio Virtanen          | Yamaha          |              |             |
| DNS | John Williams           | Yamaha          |              |             |
| DNS | Nico van der Zanden     | Yamaha          |              |             |

## 250 cc

### Uitslag 250 cc
| Pos | Coureur                | Merk            | Tijd         | Punten |
| --- | ---------------------- | --------------- | ------------ | ------ |
| 1   | Helmut Kassner         | Yamaha          | 1h 01' 16" 8 | 15     |
| 2   | Horst Lahfeld          | Yamaha          | + 49" 9      | 12     |
| 3   | Harry Hoffmann         | Yamaha          | + 2' 32" 7   | 10     |
| 4   | Fritz Reitmaier        | Yamaha          |              | 8      |
| 5   | János Reisz            | Yamaha          | + 3' 25" 4   | 6      |
| 6   | Alfred Heck            | Yamaha          | + 3' 57" 6   | 5      |
| 7   | Reinhard Scholtis      | Yamaha          |              | 4      |
| 8   | Heinz Kittler          | Yamaha          |              | 3      |
| 9   | German Förderer        | Yamaha          |              | 2      |
| DNS | Kent Andersson         | Yamaha          |              |        |
| DNS | Jean-Paul Boinet       | Yamaha          |              |        |
| DNS | Dieter Braun           | Yamaha          |              |        |
| DNS | Adrie van den Broeke   | Yamaha          |              |        |
| DNS | Olivier Chevallier     | Yamaha          |              |        |
| DNS | John Dodds             | Yamaha          |              |        |
| DNS | Alex George            | Yamaha          |              |        |
| DNS | Mick Grant             | Yamaha          |              |        |
| DNS | Jean-Louis Guignabodet | Yamaha          |              |        |
| DNS | Leif Gustafsson        | Yamaha          |              |        |
| DNS | Tom Herron             | Yamaha          |              |        |
| DNS | Takazumi Katayama      | Yamaha          |              |        |
| DNS | Bruno Kneubühler       | Yamaha          |              |        |
| DNS | Pentti Korhonen        | Yamaha          |              |        |
| DNS | Gerry Mateer           | Yamaha          |              |        |
| DNS | Rolf Minhoff           | Maico           |              |        |
| DNS | Chas Mortimer          | Yamaha          |              |        |
| DNS | Hans Mühlebach         | Yamaha          |              |        |
| DNS | Víctor Palomo          | Yamaha          |              |        |
| DNS | Paolo Pileri           | Yamaha          |              |        |
| DNS | Patrick Pons           | Yamaha          |              |        |
| DNS | Giovanni Proni         | Yamaha          |              |        |
| DNS | Barry Randle           | Yamaha          |              |        |
| DNS | Ian Richards           | Yamaha          |              |        |
| DNS | Michel Rougerie        | Harley-Davidson |              |        |
| DNS | Tony Rutter            | Yamaha          |              |        |
| DNS | Matti Salonen          | Yamaha          |              |        |
| DNS | Kjell Solberg          | Yamaha          |              |        |
| DNS | Thierry Tchernine      | Yamaha          |              |        |
| DNS | Armando Toracca        | Yamaha          |              |        |
| DNS | Walter Villa           | Harley-Davidson |              |        |
| DNS | Tapio Virtanen         | Yamaha          |              |        |
| DNS | Brian Warburton        | Yamaha          |              |        |
| DNS | Charlie Williams       | Yamaha          |              |        |
| DNS | John Williams          | Yamaha          |              |        |

## 125 cc

### Uitslag 125 cc
| Pos | Coureur                 | Merk               | Tijd       | Punten |
| --- | ----------------------- | ------------------ | ---------- | ------ |
| 1   | Fritz Reitmaier         | Maico              | 56' 06" 2  | 15     |
| 2   | Wolfgang Rubel          | Maico              | + 45" 2    | 12     |
| 3   | Hans-Joachim Dittberner | Maico              | + 1' 27" 3 | 10     |
| 4   | Rudolf Weiss            | Maico              | + 2' 12" 3 | 8      |
| 5   | Géza Repitz             | MZ                 |            | 6      |
| 6   | Peter Rüttjeroth        | Maico              |            | 5      |
| 7   | Arnulf Teuchert         | Maico              |            | 4      |
| 8   | Karel Gaber             | Maico              |            | 3      |
| 9   | Jaka Kopitar            | Maico              |            | 2      |
| DNS | Kent Andersson          | Yamaha             |            |        |
| DNS | Harald Bartol           | Suzuki             |            |        |
| DNS | Gert Bender             | Bender             |            |        |
| DNS | Ingemar Bengtsson       | Delta              |            |        |
| DNS | Pier Paolo Bianchi      | Minarelli          |            |        |
| DNS | Otello Buscherini       | Malanca            |            |        |
| DNS | Etienne Delamarre       | Yamaha             |            |        |
| DNS | Peter Frohnmeyer        | Maico              |            |        |
| DNS | Lorenzo Ghiselli        | Harley-Davidson    |            |        |
| DNS | Benjamín Grau           | Derbi              |            |        |
| DNS | Jean-Louis Guignabodet  | Yamaha             |            |        |
| DNS | Leif Gustafsson         | Yamaha             |            |        |
| DNS | Hans Hallberg           | Yamaha             |            |        |
| DNS | Hans-Jürgen Hummel      | Yamaha             |            |        |
| DNS | Henk van Kessel         | Bridgestone-Yamaha |            |        |
| DNS | Matti Kinnunen          | Yamaha             |            |        |
| DNS | Bruno Kneubühler        | Yamaha             |            |        |
| DNS | José Lazo               | MZ                 |            |        |
| DNS | Eugenio Lazzarini       | Piovaticci         |            |        |
| DNS | Jürgen Lenk             | MZ                 |            |        |
| DNS | Lennart Lundgren        | Maico              |            |        |
| DNS | Maurice Maingret        | Yamaha             |            |        |
| DNS | Rolf Minhoff            | Maico              |            |        |
| DNS | Ángel Nieto             | Derbi              |            |        |
| DNS | Roland Olsson           | Yamaha             |            |        |
| DNS | Aldo Pero               | Caremi             |            |        |
| DNS | Paolo Pileri            | Morbidelli         |            |        |
| DNS | Gianni Ribuffo          | DRS                |            |        |
| DNS | Luciano Richetti        | Italjet            |            |        |
| DNS | Matti Salonen           | Yamaha             |            |        |
| DNS | Pentti Salonen          | Yamaha             |            |        |
| DNS | Horst Seel              | Maico              |            |        |
| DNS | Thierry Tchernine       | Yamaha             |            |        |
| DNS | Germano Zanetti         | DRS                |            |        |
| DNS | Johann Zemsauer         | Rotax              |            |        |

## 50 cc

### Uitslag 50 cc
| Pos | Coureur                   | Merk              | Tijd       | Punten |
| --- | ------------------------- | ----------------- | ---------- | ------ |
| 1   | Ingo Emmerich             | Kreidler          | 37' 31" 2  | 15     |
| 2   | Arnulf Teuchert           | Kreidler          | + 39" 6    | 12     |
| 3   | Wolfgang Golembeck        | Kreidler          | + 2' 40" 4 | 10     |
| 4   | Peter Rüttjeroth          | Kreidler          | + 7' 06" 1 | 8      |
| 5   | Winfried Fries            | Kreidler          |            | 6      |
| DNS | Harald Bartol             | Kreidler          |            |        |
| DNS | Rolf Blatter              | Kreidler          |            |        |
| DNS | Jan Bruins                | Jamathi           |            |        |
| DNS | Otello Buscherini         | Malanca           |            |        |
| DNS | Cees van Dongen           | Kreidler          |            |        |
| DNS | Stefan Dörflinger         | Kreidler          |            |        |
| DNS | Wolfgang Gedlich          | Kreidler          |            |        |
| DNS | Ulrich Graf               | Kreidler          |            |        |
| DNS | Carlo Guerrini            | Ringhini          |            |        |
| DNS | Jan Huberts               | Kreidler          |            |        |
| DNS | Hans-Jürgen Hummel        | Kreidler          |            |        |
| DNS | Henk van Kessel           | Van Veen-Kreidler |            |        |
| DNS | Rudolf Kunz               | Kreidler          |            |        |
| DNS | Robert Lavér              | Kreidler          |            |        |
| DNS | Luis Armando López Mateos | Derbi             |            |        |
| DNS | Claudio Lusuardi          | Villa             |            |        |
| DNS | Norbert Peschke           | Kreidler          |            |        |
| DNS | Nico Polane               | Roton             |            |        |
| DNS | Herbert Rittberger        | Kreidler          |            |        |
| DNS | Leif Rosell               | Jamathi           |            |        |
| DNS | Günter Schirnhofer        | Kreidler          |            |        |
| DNS | Gerhard Thurow            | Kreidler          |            |        |
| DNS | Theo Timmer               | Jamathi           |            |        |
| DNS | Wilhelm Werner            | Kreidler          |            |        |
| DNS | Julien van Zeebroeck      | Van Veen-Kreidler |            |        |

## Zijspanklasse

### Uitslag zijspanklasse
| Pos | Coureur            | Bakkenist        | Merk        | Tijd       | Punten |
| --- | ------------------ | ---------------- | ----------- | ---------- | ------ |
| 1   | Werner Schwärzel   | Karl-Heinz Kleis | König       | 50' 39" 2  | 15     |
| 2   | Klaus Enders       | Ralf Engelhardt  | Busch-BMW   | + 29" 2    | 12     |
| 3   | Siegfried Schauzu  | Wolfgang Kalauch | Busch-BMW   | + 1' 54" 2 | 10     |
| 4   | Rolf Steinhausen   | Karl Scheurer    | Busch-König | + 2' 33" 9 | 8      |
| 5   | Richard Wegener    | Derek Jacobson   | BMW         |            | 6      |
| 6   | Gustav Pape        | Franz Kallenberg | König       |            | 5      |
| 7   | Siegfried Maier    | Gerhard Lehmann  | BMW         |            | 4      |
| 8   | Otto Haller        | Erich Haselbeck  | BMW         |            | 3      |
| 9   | Hanspeter Hubacher | Kurt Huber       | BMW         |            | 2      |
| 10  | Helmut Schilling   | Harald Mathews   | BMW         |            | 1      |

1925 · 1926 · 1927 · 1928 · 1929 · 1930 · 1931 · 1933 · 1934 · 1935 · 1936 · 1937 · 1938 · 1939 · 1949 · 1950 · 1951 · 1952 · 1953 · 1954 · 1955 · 1956 · 1957 · 1958 · 1959 · 1960 · 1961 · 1962 · 1963 · 1964 · 1965 · 1966 · 1967 · 1968 · 1969 · 1970 · 1971 · 1972 · 1973 · 1974 · 1975 · 1976 · 1977 · 1978 · 1979 · 1980 · 1981 · 1982 · 1983 · 1984 · 1985 · 1986 · 1987 · 1988 · 1989 · 1990 · 1991 · 1992 · 1993 · 1994 · 1995 · 1996 · 1997 · 1998 · 1999 · 2000 · 2001 · 2002 · 2003 · 2004 · 2005 · 2006 · 2007 · 2008 · 2009 · 2010 · 2011 · 2012 · 2013 · 2014 · 2015 · 2016 · 2017 · 2018 · 2019 · 2021 · 2022 · 2023 · 2024 · 2025